# لجون ویترسپون
لجون جرماین ویترسپون (به انگلیسی: Lajon Jermaine Witherspoon) خوانندهٔ گروه هوی متال آمریکایی سونداست می‌باشد.
نخست او خواننده سبک آر اند بی بود و در گروه "Body & Soul" آواز می خواند. بعد از حدود ۵ سال او توسط مورگان روس وارد گروه سونداست شد. لجون دو برادر دارد که خودش دومی است. برادر کوچکترش در سال ۲۰۰۲ در یک سانحه کشته شد و همچنین در همان سال دوست صمیمی خود «دیو ویلیامز» خواننده گروه «دراونینگ پول» را نیز از دست داد. هم‌اکنون او به همراه گروه سونداست نه آلبوم رسمی منتشر کرده‌است.